# István Rózsavölgyi
István Rózsavölgyi (né le 30 mars 1929 à Budapest et mort le 27 janvier 2012) est un athlète hongrois, spécialiste des courses de demi-fond. Son entraîneur était Mihály Iglói.

## Carrière
Détenteur du record du monde du 1 000 mètres et du 2 000 mètres, il établit un nouveau record mondial du 1 500 mètres le 3 août 1956 à Tata en 3 min 40 s 6, améliorant de deux centièmes de seconde la marque du Danois Gunnar Nielsen établie l'année précédente. Il participe aux Jeux olympiques de 1956 de Melbourne où il s'incline dès le premier tour.
En 1960, István Rózsavölgyi remporte la médaille de bronze du 1 500 mètres des Jeux olympiques de Rome en 3 min 39 s 2, s'inclinant finalement face à l'Australien Herb Elliott et au Français Michel Jazy.

### Palmarès
| Date | Compétition     | Lieu | Résultat | Épreuve |
| ---- | --------------- | ---- | -------- | ------- |
| 1960 | Jeux olympiques | Rome | 3e       | 1 500 m |

### Records
| Épreuve | Performance  | Lieu | Date |
| ------- | ------------ | ---- | ---- |
| 1 500 m | 3 min 38 s 8 |      | 1960 |